# Lou Kaplan Trophy
Lou Kaplan Trophy byla hokejová trofej udělovaná každoročně nejlepšímu nováčkovi ligy World Hockey Association.

## Lou Kaplan Trophy
| Rok       | Jméno          | Tým                 |
| --------- | -------------- | ------------------- |
| 1978/1979 | Wayne Gretzky  | Edmonton Oilers     |
| 1977/1978 | Kent Nilsson   | Winnipeg Jets       |
| 1976/1977 | George Lyle    | New England Whalers |
| 1975/1976 | Mark Napier    | Toronto Toros       |
| 1974/1975 | Anders Hedberg | Winnipeg Jets       |
| 1973/1974 | Mark Howe      | Houston Aeros       |
| 1972/1973 | Terry Caffery  | New England Whalers |